# جاي إل. جونسون
جاي إل. جونسون (بالإنجليزية: Jay L. Johnson)‏ هو ضابط أمريكي، ولد في 5 يونيو 1946 في غريت فولز في الولايات المتحدة.

## وصلات خارجية
- جاي إل. جونسون على موقع إن إن دي بي (الإنجليزية)